# Sphenocleaceae
Sphenocleaceae – monotypowa rodzina roślin z rzędu psiankowców. Obejmuje jeden rodzaj – Sphenoclea Gaertn., (1788) z dwoma gatunkami. Ich zasięg obejmuje strefę tropikalną, przy czym w Ameryce Środkowej i Południowej rośliny te występują prawdopodobnie tylko zawleczone. W obrębie zasięgu rodzaju znajduje się cała Afryka Subsaharyjska, południowo-wschodnia Azja, północna Australia i Nowa Gwinea. Rośliny zasiedlają miejsca wilgotne i zalewowe. Nie mają znaczenia ekonomicznego.  

## Morfologia
PokrójProsto wzniesione, zwykle nico mięsiste, nagie rośliny roczne. Dęta łodyga osiąga do 1,5 m wysokości.
LiścieSkrętoległe, całobrzegie, równowąsko-eliptyczne.
KwiatyDrobne, zebrane w gęste kłosy szczytowe, osiągające do 12 cm długości. Kwiaty ułożone są w kwiatostanie ciasno, spiralnie, są siedzące i wsparte przysadkami. Osiągają średnicę do 3 mm. Są promieniste i obupłciowe. Płatki są białawe do zielonawych. Korona jest dzwonkowata. Pręciki na bardzo krótkich nitkach osadzone są w górnej części płatków korony. Zalążnia jest wpół dolna, powstaje z dwóch owocolistków. Szyjka słupka jest krótka i cienka, zwieńczona jest główkowatym lub nieco dwudzielnym znamieniem.
OwoceTorebki.

## Systematyka
Pozycja systematyczna według APweb (aktualizowany system APG IV z 2016)
|  | Montiniaceae                                                    |
|  |                                                                 |
|  | \| \| Sphenocleaceae \| \| \| \| \| \| Hydroleaceae \| \| \| \| |
|  |                                                                 |
|  | Sphenocleaceae                                                  |
|  |                                                                 |
|  | Hydroleaceae                                                    |
|  |                                                                 |

|  | Sphenocleaceae |
|  |                |
|  | Hydroleaceae   |
|  |                |

|  | powojowate Convolvulaceae |
|  |                           |
|  | psiankowate Solanaceae    |
|  |                           |

|  | Montiniaceae                                                    |
|  |                                                                 |
|  | \| \| Sphenocleaceae \| \| \| \| \| \| Hydroleaceae \| \| \| \| |
|  |                                                                 |
|  | Sphenocleaceae                                                  |
|  |                                                                 |
|  | Hydroleaceae                                                    |
|  |                                                                 |

|  | Sphenocleaceae |
|  |                |
|  | Hydroleaceae   |
|  |                |

|  | powojowate Convolvulaceae |
|  |                           |
|  | psiankowate Solanaceae    |
|  |                           |

Podział systematyczny
rodzaj: Sphenoclea Gaertn., (1788)
- Sphenoclea dalzielii N.E.Br.
- Sphenoclea zeylanica Gaertn.